# Mohamed Bradja
Mohamed Bradja (ur. 16 listopada 1969 w Troyes) – piłkarz algierski grający na pozycji obrońcy, trener.

## Kariera klubowa
Bradja urodził się we Francji w mieście Troyes w rodzinie pochodzenia algierskiego. Karierę piłkarską rozpoczął w Troyes AC. W 1988 roku awansował do kadry pierwszej drużyny i zadebiutował w niej w piątej lidze Francji. W 1990 roku awansował z Troyes do czwartej ligi i na tym poziomie rozgrywek grał do 1994 roku. Wtedy też Troyes wywalczyło awans do trzeciej ligi, a w 1996 roku Bradja ze swoim klubem wywalczył promocję do Ligue 2. Z kolei w sezonie 1998/1999 Troyes ponownie awansowało o klasę wyżej. 25 września 1999 Bradja zadebiutował w Ligue 1 w wygranym 2:0 domowym meczu z AS Nancy. W 2001 roku zwyciężył z Troyes w Pucharze Intertoto i awansował do Pucharu UEFA. W Troyes Algierczyk występował do końca sezonu 2002/2003, czyli do końca swojej kariery.
| Sezon   | Klub      | Kraj    | Rozgrywki            | Mecze | Bramki |
| ------- | --------- | ------- | -------------------- | ----- | ------ |
| 1988/89 | Troyes AC | Francja | V. liga              | ?     | ?      |
| 1989/90 | Troyes AC | Francja | V. liga              | ?     | ?      |
| 1990/91 | Troyes AC | Francja | IV. liga             | ?     | ?      |
| 1991/92 | Troyes AC | Francja | IV. liga             | ?     | ?      |
| 1992/93 | Troyes AC | Francja | IV. liga             | ?     | ?      |
| 1993/94 | Troyes AC | Francja | IV. liga             | ?     | ?      |
| 1994/95 | Troyes AC | Francja | Championnat National | ?     | ?      |
| 1995/96 | Troyes AC | Francja | Championnat National | 32    | 1      |
| 1996/97 | Troyes AC | Francja | Ligue 2              | 30    | 0      |
| 1997/98 | Troyes AC | Francja | Ligue 2              | 15    | 0      |
| 1998/99 | Troyes AC | Francja | Ligue 2              | 22    | 0      |
| 1999/00 | Troyes AC | Francja | Ligue 1              | 11    | 0      |
| 2000/01 | Troyes AC | Francja | Ligue 1              | 7     | 0      |
| 2001/02 | Troyes AC | Francja | Ligue 1              | 24    | 0      |
| 2002/03 | Troyes AC | Francja | Ligue 1              | 31    | 0      |

## Kariera reprezentacyjna
W reprezentacji Algierii Bradja zadebiutował w 2001 roku. W 2002 roku został powołany do kadry Algierii na Puchar Narodów Afryki 2002. Na tym turnieju rozegrał 3 mecze: z Nigerią (0:1), z Liberią (2:2) i z Mali (0:2). W kadrze narodowej od 2001 do 2002 roku rozegrał 6 meczów.